# Zbigniew Stein
Zbigniew Czesław Stein (ur. 9 lipca 1931 w Poznaniu, zm. 12 marca 2018) – polski uczony, inżynier elektryk, specjalista maszyn elektrycznych, profesor Politechniki Poznańskiej.

## Życiorys
W 1950 ukończył z wyróżnieniem Gimnazjum i Liceum św. Jana Kantego. Od 1951 pracował jako zastępca asystenta na Wydziale Elektrycznym poznańskiej Szkoły Inżynierskiej, którą ukończył w 1953. Po ukończeniu studiów pracował w Katedrze Maszyn Elektrycznych, kierowanej przez prof. Józefa Węglarza, również po przemianowaniu uczelni na Politechnikę Poznańską w 1955. W 1964 obronił pracę doktorską na Wydziale Elektrycznym Politechniki Śląskiej. W 1978 habilitował się na tym samym wydziale. W 1968 otrzymał tytuł docenta, w 1986 - profesora nadzwyczajnego, w 1992 - profesora zwyczajnego. W latach 1958–1968 pełnił obowiązki prodziekana Wydziału Elektrycznego Politechniki Poznańskiej, zaś w latach 1969-1977 i 1990-1996 - jego dziekana. Od 1982 do 1984 był prorektorem Politechniki ds. kształcenia, 1981-1990 - dyrektorem Instytutu Elektrotechniki Przemysłowej. Sprawował również funkcję dyrektora Zakładu Badań Maszyn Elektrycznych Politechniki Poznańskiej.
W latach 1985-2015 był przewodniczącym reaktywowanego Stowarzyszenia Absolwentów Politechniki Poznańskiej. Zajmował funkcje przewodniczącego Wydziału Nauk Technicznych i członka zarządu Poznańskiego Towarzystwa Przyjaciół Nauk. Należał do Sekcji Maszyn Elektrycznych i Transformatorów oraz Sekcji Trakcji Elektrycznej Komitetu Elektrotechniki PAN, a także do Polskiego Towarzystwa Elektrotechniki Teoretycznej i Stosowanej. Od 1955 działał w Stowarzyszeniu Elektryków Polskich. Pełnił w nim m.in. obowiązki przewodniczącego Koła nr 5 przy Politechnice Poznańskiej, zastępcy skarbnika Oddziału Poznańskiego, przewodniczącego Komisji ds. Młodzieży i Studentów przy Zarządzie Oddziału w Poznaniu, przewodniczącego Sądu Koleżeńskiego Oddziału Poznańskiego, przewodniczącego Rady Ośrodka Izby Rzeczoznawców SEP w Poznaniu. W latach 1972–1974 był II sekretarzem Komitetu Uczelnianego PZPR na Politechnice.
Był promotorem ponad 250 prac dyplomowych (magisterskich i inżynierskich) oraz 10 doktoratów. Zrecenzował 26 rozpraw doktorskich i 9 przewodów habilitacyjnych, napisał 15 recenzji w postępowaniach o nadanie tytułu naukowego oraz mianowanie na stanowisko profesora. Napisał książkę Maszyny i napęd elektryczny (pierwsze wydanie - Warszawa, Wydawnictwa Szkolne i Pedagogiczne, 1975), podręcznik dla szkół zawodowych Maszyny elektryczne (Warszawa, Wydawnictwa Szkolne i Pedagogiczne, 1982) oraz kilka skryptów dla studentów.
Został pochowany na Cmentarzu Junikowo w Poznaniu.

## Odznaczenia, nagrody i tytuły honorowe
- Krzyż Kawalerski Orderu Odrodzenia Polski
- Złoty Krzyż Zasługi
- Medal Komisji Edukacji Narodowej
- Zasłużony Nauczyciel PRL
- Odznaka Honorowa Miasta Poznania
- Odznaka Honorowa Województwa Poznańskiego
- Nagroda Ministra Nauki, Szkolnictwa Wyższego i Techniki
- członek honorowy Stowarzyszenia Elektryków Polskich (2010)
- Zasłużony Senior Stowarzyszenia Elektryków Polskich (1998)
- członek honorowy Stowarzyszenia Absolwentów Politechniki Poznańskiej
- Szafirowa Odznaka Honorowa SEP (2015)
- Złota Odznaka Honorowa NOT (1982)